# Wat Manorom
Wat Manorom Sattharam (Lao: ວັດມະໂນລົມ – Wat Manolom oder Wat Mano, wie die Einheimischen sagen) ist eine buddhistische Tempelanlage in Luang Phrabang in Laos.

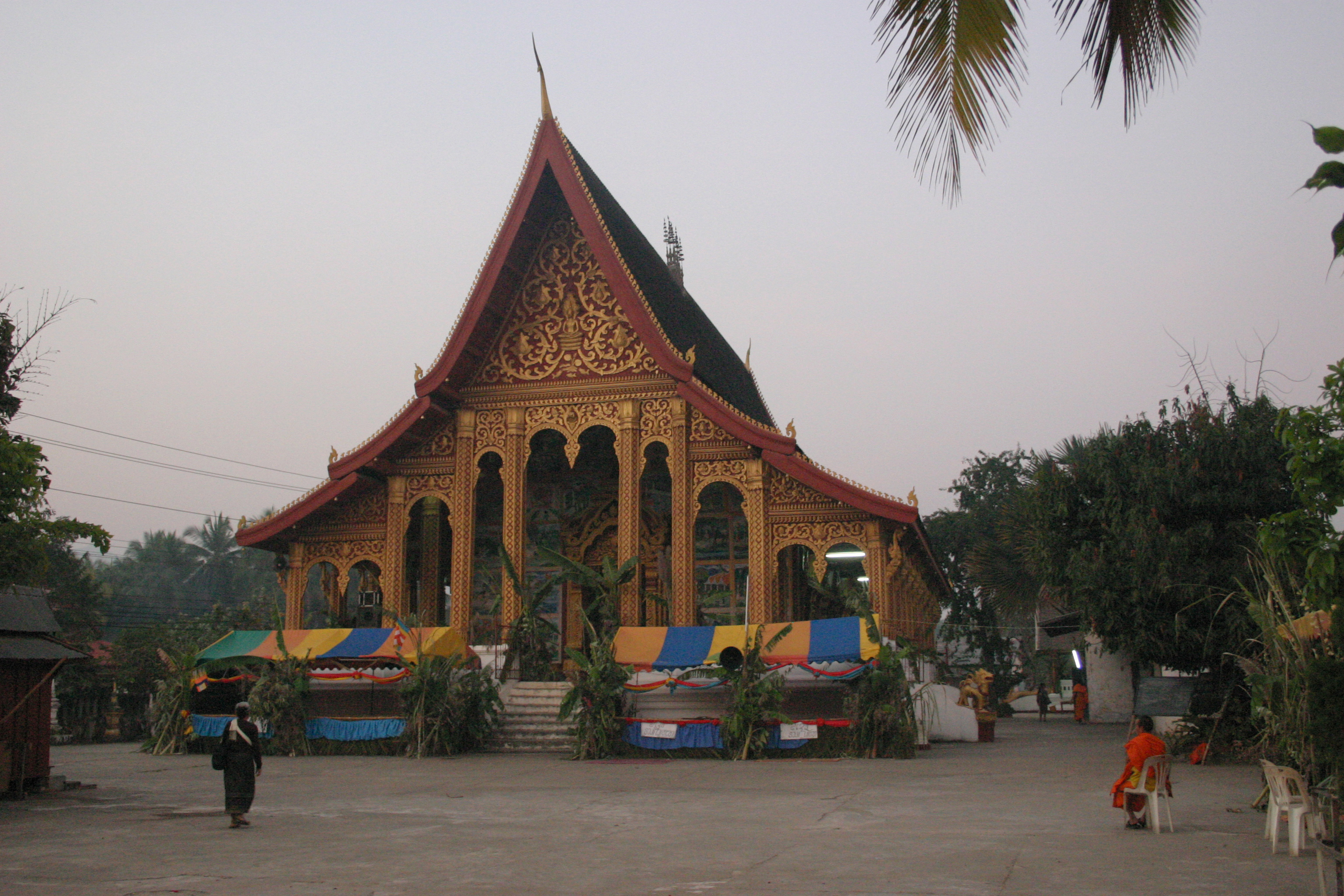
Wat Manorom am Abend

## Lage
Wat Manorom liegt gerade außerhalb der alten Stadtmauer im Süden der Stadt Luang Phrabang. Viele Forscher stimmen darin überein, dass der Tempel an einem Platz steht, wo sich vormals eine der frühesten buddhistischen Missionsstationen der Khmer in dieser Gegend befand.

## Baugeschichte
Die Gründungsgeschichte von Wat Manorom ist insofern unklar, als verschiedenen Daten angegeben werden können:
- 1372 (oder 1375): während oder vor dem Antritt der Regierung von Samsaenthai (1373–1416/17), einem Sohn des ersten Königs von Lan Chang, Fa Ngum
- 1421: während der Regierung dessen Nachfolgers Lan Kham Daeng (reg. 1416/17–1428)
- 1491/92: erbaut unter König La Saen Thai

Es war mit Sicherheit ein wichtiger Tempel, denn er beherbergte zwischen 1502 und 1513 das Bildnis des Phra Bang, den Beschützer der Stadt Luang Phrabang, bevor es nach Wat Wasunalat geschafft wurde.

## Sehenswürdigkeiten
Wat Manorom wurde kürzlich rekonstruiert. Wichtigster Anziehungspunkt ist das große Buddha-Bildnis im Hauptschiff des Tempelkomplexes. Die Statue stammt mit Sicherheit aus der Regierungszeit von König Samsaenthai und wurde in den 1370er Jahren gegossen. Ihr Stil erinnert eher an den Sukhothai-Stil als an den der Khmer, der eigentlich die bestimmende buddhistische Richtung gewesen war. Diese Form wurde später auch zur Grundlage des laotischen Stils der Buddha-Skulpturen. Die Statue ist etwa 6 Meter hoch und einige Teile der Bronze sind etwa 15 Zentimeter dick. Sie wurde während der Invasion der südchinesischen Ho 1887 und bei den Kämpfen der Siamesen (der späteren Herren über Luang Phrabang) gegen die französischen Kolonialtruppen schwer beschädigt. Beide Arme wurden bis auf einen Unterarm entfernt und sollten nach Frankreich geschafft werden, doch sank das Boot mit der Beute auf dem Mekong.
1972 wurden die Arme im Zuge der Rekonstruktionsarbeiten aus Zement wieder angebracht und der gerettete Unterarm liegt zu Füßen der Statue.